# Турчинов Євген Євгенійович
Євген Євгенійович Турчинов (нар. 22 січня 1985, смт Малинівка, Харківська область, УРСР) — український музикант, композитор. Учасник гуртів «Діти капітана Гранта», «Жадан і Собаки», «Євген Костянтинич і Криваве Забазарєво» та «Лінія Маннергейма».
Автор музики до частини пісень гуртів «Лінія Маннергейма» та «Жадан і Собаки».

## Біографія
Народився 22 січня 1985 року в смт Малинівка Чугуївського району Харківської області (на той час УРСР).
Навчався у школі № 8 у місті Чугуїв. Також з 3-го класу (з 9 років) у Чугуєві навчання в музичній школі за класом «Акустична гітара», при вступі до якої на іспиті грав пісню власного авторства[джерело?].
Після 9-го класу вступив у Чугуєво-Бабчанський лісовий фаховий коледж (на той час технікум), який закінчив на «відмінно»[джерело?].
Опісля завершення навчання в технікумі працював у Чугуєво-Бабчанському лісовому господарстві[джерело?].
Певний час пропрацювавши в лісництві продовжив здобуття освіти в Харківському національному аграрному університеті ім. В. В. Докучаєва, який закінчив з хорошими оцінками[джерело?].

## Музична кар'єра

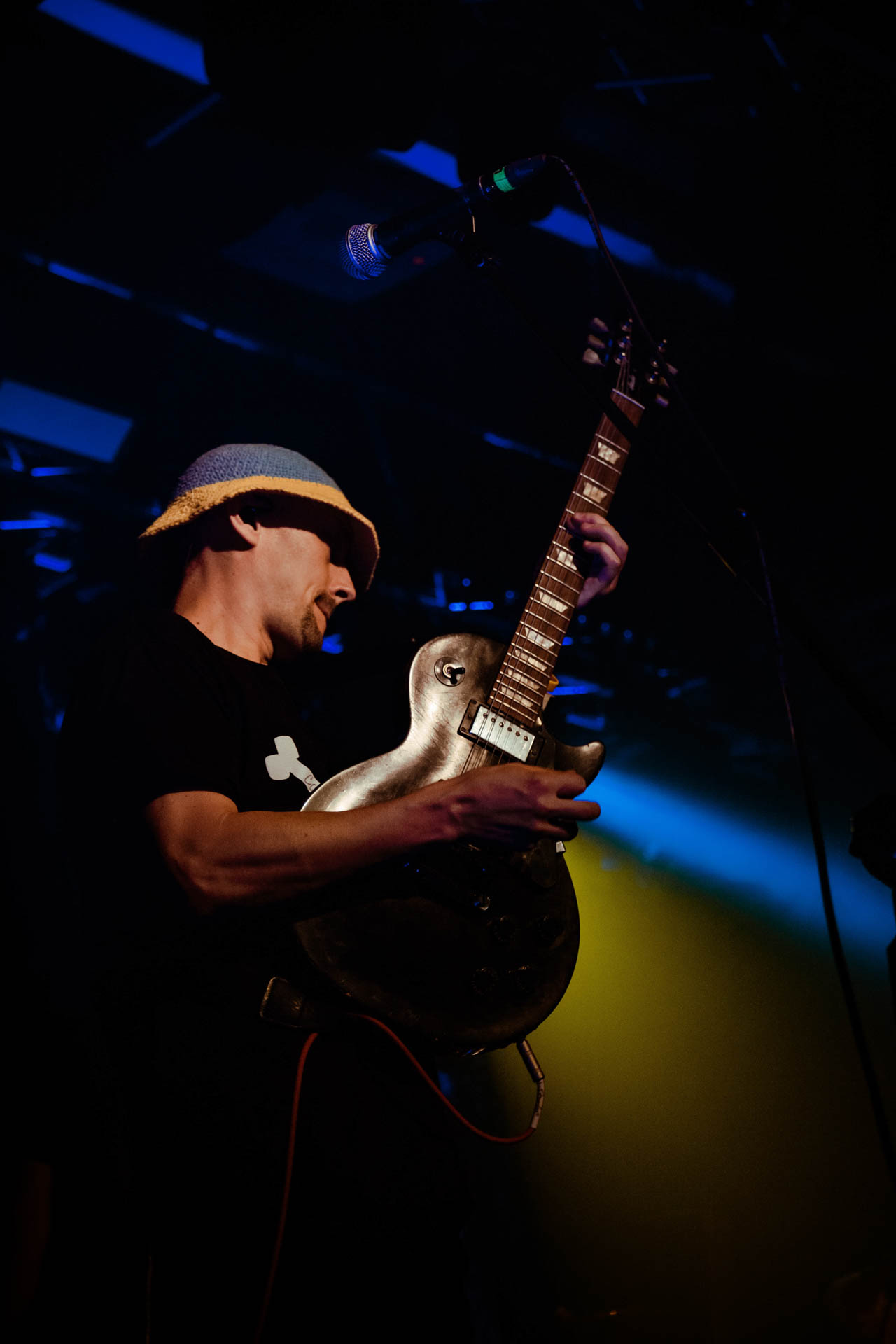
На виступі гурту «Жадан і Собаки», Польща, 2022 рік

Упродовж усього навчання безперервно продовжував займатись музичною діяльністю. Сам Євген каже:
|  | Все це супроводжувалось постійними гуртами, піснями, альбомами, концертами. Себто музика була супутнім гобі. |

На гітарі грає з 6 років[джерело?].
З 2005 року займався академічним вокалом[джерело?].
2006—2008 рр. був учасником музичного колективу «Літо» (рос. Лето)[джерело?].
Улітку 2007 року виграв у Харкові «Караоке на майдані» та потрапив до телепроєкту «Шанс». У «Шансі» дійшов до гала-концерту, але не став переможцем. Під час участі в цьому проєкті познайомився з Андрієм «Кузьмою» Кузьменком, котрий на довгий час став наставником та другом для Євгена, допомагав йому здобути впевненість у собі та своїх здібностях:
|  | Шалено радий, що потрапив саме до Кузьми. Андрій дуже розумний, завжди прислухається до людей, намагається зрозуміти, ким ти є насправді, чого хочеш. Він, справді, переймався, що в Малинівці не зрозуміють образ рокера, який мені створили, але співати «попсу» я точно не хотів. |

У тому ж 2007 році познайомився з харківським поетом Дмитром Погорєловим (тексти, бас-гітара, ідеї) з яким створили гурт «Діти капітана Гранта». Потім до гурту доєдналися Антон Чілібі (вокал) та Євген Приходько (баян, вокал). У такому складі 2010 року «ДКГ» потрапили до першого сезону українського телепроєкту «Х-Фактор», у якому дійшли до суперфіналу.
2013 року Євгена запросили до гурту «Жадан і Собаки» в ролі гітариста. З «Собаками» брав участь у записі альбомів «Бийся за неї», «Пси» та «Мадонна» і також подальших синглів: Кокаїн, Автозак, Ріка, Вафлі артек, Веди (OST Носоріг), Діти та Метро[джерело?]
Весною 2023 року випускає пісню «В різних містах» на слова Сергія Жадана. Осінню цього ж року виходить сингл «Мушлі» на вірші вінницького поета Богдана Куценко. Восени 2023 взяв участь у записі альбому ЖіС «Радіопромінь», де став автором пісні «Рогань». Весною 2024 року випускає разом із Сергієм Жаданом окремий ЕР під назвою «Танго Харків». Влітку цього ж року Жадан і Собаки випускають новий альбом «Злий».